# Siholi
Siholi is een bestuurslaag in het regentschap Nias Selatan van de provincie Noord-Sumatra, Indonesië. Siholi telt 1370 inwoners (volkstelling 2010).